# Vinko Kalačić
Vinko Kalačić (Cavtat, 31. srpnja 1912. − Los Angeles, 12. rujna 1972.), hrvatski dirigent, muzikolog, operni korepetitor i zborovođa.

## Životopis
Rodio se je u Cavtatu. U Beču je diplomirao 1944. na Filozofskom fakultetu i na Konzervatoriju, doktorirao muzikologiju 1948. godine na temu Untersuchungen über die Durchführungsgestaltung in den Symphonien, Streichquartetten und Klaviersonaten Joseph Haydns.
U Rijeci (HNK Ivana pl. Zajca) je bio operni korepetitor i dirigent 1950-ih, a od 1957. je u Splitu u kojem djeluje deset godina na istim poslovima (HNK)), sve do odlaska u mirovinu. Po umirovljenju vratio se je u Rijeku gdje je vodio pjevačke zborove u Rijeci i Kraljevici, a od 1971. godine boravi u SAD sve do smrti.
Preveo na hrvatski libreto opere Medeja Luigija Cherubinija.